# Llista d'ocells de França
Aquesta llista d'ocells de França inclou totes les espècies d'ocells trobats a França: 573. Els ocells s'ordenen per ordre i família.

## Gaviiformes

### Gaviidae
- Calàbria petita (Gavia stellata)
- Calàbria agulla (Gavia arctica)
- Calàbria grossa (Gavia immer)
- Calàbria de bec blanc (Gavia adamsii)

## Podicipediformes

### Podicipedidae
- Cabusset becgròs (Podilymbus podiceps)
- Cabusset (Tachybaptus ruficollis)
- Cabussó emplomallat Podiceps cristatus)
- Cabussó gris (Podiceps grisegena)
- Cabussó orellut (Podiceps auritus)
- Cabussó collnegre (Podiceps nigricollis)

## Procellariiformes

### Diomedeidae
- Albatros cellanegre (Thalassarche melanophris)
- Albatros viatger (Diomedea exulans)

### Procellariidae
- Fulmar (Fulmarus glacialis)
- Petrell de Bulwer (Bulweria bulwerii)
- Baldriga cendrosa (Calonectris diomedea)
- Baldriga capnegra (Puffinus gravis)
- Baldriga grisa (Puffinus griseus)
- Baldriga pufí (Puffinus puffinus)
- Baldriga mediterrània (Puffinus yelkouan)
- Baldriga balear (Puffinus mauretanicus)
- Puffinus baroli
- Baldriga petita (Puffinus assimilis)

### Hydrobatidae
- Petrell oceànic (Oceanites oceanicus)
- Ocell de tempesta (Hydrobates pelagicus)
- Petrell cuaforcat (Oceanodroma leucorhoa)
- Petrell de Swinhoe (Oceanodroma monorhis)
- Petrell de Madeira (Oceanodroma castro)

## Pelecaniformes

### Sulidae
- Mascarell (Morus bassanus)
- Mascarell emmascarat (Sula dactylatra)

### Pelecanidae
- Pelicà vulgar (Pelecanus onocrotalus)
- Pelicà rosat (Pelecanus rufescens)
- Pelicà cresp (Pelecanus crispus)

### Phalacrocoracidae
- Corb marí de doble cresta (Phalacrocorax auritus)
- Corb marí gros (Phalacrocorax carbo)
- Corb marí emplomallat (Phalacrocorax aristotelis)
- Corb marí pigmeu (Phalacrocorax pygmaeus)

### Fregatidae
- Fregata grossa (Fregata magnificens)

## Ciconiiformes

### Ardeidae
- Bernat pescaire (Ardea cinerea)
- Bernat americà (Ardea herodias)
- Bernat capnegre (Ardea melanocephala)
- Agró roig (Ardea purpurea)
- Agró blanc (Ardea alba)
- Martinet blanc (Egretta garzetta)
- Martinet dels esculls (Egretta gularis)
- Martinet ros (Ardeola ralloides)
- Esplugabous (Bubulcus ibis)
- Martinet verd (Butorides virescens)
- Martinet de nit (Nycticorax nycticorax)
- Martinet menut (Ixobrychus minutus)
- Bitó comú (Botaurus stellaris)

### Ciconiidae
- Cigonya negra (Ciconia nigra)
- Cigonya blanca (Ciconia ciconia)

### Threskiornithidae
- Ibis sagrat (Threskiornis aethiopicus)
- Capó reial (Plegadis falcinellus)
- Becplaner (Platalea leucorodia)
- Becplaner africà (Platalea alba)

## Phoenicopteriformes

### Phoenicopteridae
- Flamenc (Phoenicopterus roseus)
- Flamenc menut (Phoenicopterus minor)

## Anseriformes

### Anatidae
- Cigne mut (Cygnus olor)
- Cigne cantaire (Cygnus cygnus)
- Cigne petit (Cygnus columbianus)
- Oca de bec curt (Anser fabalis)
- Oca pradenca (Anser serrirostris(
- Oca de bec curt (Anser brachyrhynchus)
- Oca riallera grossa (Anser albifrons)
- Oca riallera petita (Anser erythropus)
- Oca vulgar (Anser anser)
- Oca de les neus (Chen caerulescens)
- Oca de collar (Branta bernicla)
- Oca de galta blanca (Branta leucopsis)
- Oca del Canadà (Branta canadensis)
- Oca de coll roig (Branta ruficollis)
- Oca egípcia (Alopochen aegyptiacus)
- Ànec canyella (Tadorna ferruginea)
- Ànec blanc (Tadorna tadorna)
- Ànec mandarí (Aix galericulata)
- Ànec xiulador (Anas penelope)
- Ànec xiulador americà (Anas americana)
- Xarxet falcat (Anas falcata)
- Ànec griset (Anas strepera)
- Xarxet del Baikal (Anas formosa)
- Xarxet (Anas crecca)
- Xarxet de Carolina (Anas carolinensis)
- Ànec coll-verd (Anas platyrhynchos)
- Ànec collverd americà (Anas rubripes)
- Ànec cuallarg (Anas acuta)
- Xarrasclet (Anas querquedula)
- Xarxet alablau (Anas discors)
- Ànec cullerot (Anas clypeata)
- Xarxet marbrenc (Marmaronetta angustirostris)
- Xibec (Netta rufina)
- Morell cap-roig (Aythya ferina)
- Morell de collar (Aythya collaris)
- Morell xocolater (Aythya nyroca)
- Morell de plomall (Aythya fuligula)
- Morell buixot (Aythya marila)
- Morell menut (Aythya affinis)
- Èider (Somateria mollissima)
- Èider reial (Somateria spectabilis)
- Èider de Steller (Polysticta stelleri)
- Ànec arlequí (Histrionicus histrionicus)
- Ànec glacial (Clangula hyemalis)
- Ànec negre (Melanitta nigra)
- Ànec negre americà (Melanitta perspicillata)
- Ànec fosc (Melanitta fusca)
- Morell d'ulls grocs (Bucephala clangula)
- Morell d'Islàndia (Bucephala islandica)
- Morell capblanc (Bucephala albeola)
- Bec de serra petit (Mergellus albellus)
- Bec de serra coronat (Lophodytes cucullatus)
- Bec de serra mitjà (Mergus serrator)
- Bec de serra gros (Mergus merganser)
- Ànec de Jamaica (Oxyura jamaicensis)
- Ànec capblanc (Oxyura leucocephala)

## Falconiformes

### Pandionidae
- Àguila pescadora (Pandion haliaetus)

### Accipitridae
- Aligot vesper (Pernis apivorus)
- Esparver d'espatlles negres (Elanus caeruleus)
- Milà reial (Milvus milvus)
- Milà negre (Milvus migrans)
- Àguila marina (Haliaeetus albicilla)
- Trencalòs (Gypaetus barbatus)
- Aufrany (Neophron percnopterus)
- Voltor de Rüppell (Gyps rueppellii)
- Voltor comú (Gyps fulvus)
- Voltor negre (Aegypius monachus)
- Voltor torgos (Torgos tracheliotus)
- Àguila marcenca (Circaetus gallicus)
- Arpella vulgar (Circus aeruginosus)
- Arpella pàl·lida (Circus cyaneus)
- Arpella pàl·lida russa (Circus macrourus)
- Esparver cendrós (Circus pygargus)
- Esparver vulgar (Accipiter nisus)
- Astor (Accipiter gentilis)
- Aligot de Swainson (Buteo swainsoni)
- Aligot comú (Buteo buteo)
- Aligot rogenc (Buteo rufinus)
- Aligot calçat (Buteo lagopus)
- Àguila pomerània (Aquila pomarina)
- Àguila cridanera (Aquila clanga)
- Àguila d'estepa (Aquila nipalensis)
- Àguila imperial ibèrica (Aquila adalberti)
- Àguila imperial (Aquila heliaca)
- Àguila daurada (Aquila chrysaetos)
- Àguila cuabarrada (Aquila fasciata)
- Àguila calçada (Aquila pennata)

### Falconidae
- Xoriguer petit (Falco naumanni)
- Xoriguer comú (Falco tinnunculus)
- Falcó cama-roig (Falco vespertinus)
- Falcó de la reina (Falco eleonorae)
- Falcó fumat (Falco concolor)
- Esmerla (Falco columbarius)
- Falcó mostatxut (Falco subbuteo)
- Falcó llaner (Falco biarmicus)
- Falcó sagrat (Falco cherrug)
- Grifó (Falco rusticolus)
- Falcó pelegrí (Falco peregrinus)

## Galliformes

### Tetraonidae
- Perdiu blanca (Lagopus muta)
- Gall de bosc (Tetrao urogallus)
- Gall de cua forcada (Tetrao tetrix)
- Grèvol (Bonasa bonasia)

### Odontophoridae
- Guatlla de Califòrnia (Callipepla californica)
- Colí de Virgínia (Colinus virginianus)

### Phasianidae
- Perdiu de roca (Alectoris graeca)
- Perdiu roja (Alectoris rufa)
- Perdiu xerra (Perdix perdix)
- Guatlla (Coturnix coturnix)
- Syrmaticus reevesii
- Faisà (Phasianus colchicus)
- Perdiu d'Àfrica (Alectoris barbara)
- Perdiu chukar (Alectoris chukar)

## Gruiformes

### Gruidae
- Grua damisel·la (Anthropoides virgo)
- Grua (Grus grus)

## Gruiformes

### Rallidae
- Rascló (Rallus aquaticus)
- Guatlla maresa (Crex crex)
- Rascletó (Porzana parva)
- Rasclet (Porzana pusilla)
- Polla pintada (Porzana porzana)
- Polla pintada de Carolina (Porzana carolina)
- Polla blava (Porphyrio porphyrio)
- Polla blava d'Allen (Porphyrio alleni)
- Polla d'aigua (Gallinula chloropus)
- Fotja banyuda (Fulica cristata)
- Fotja (Fulica atra)
- Polla blava de Martinica (Porphyrio martinica)

### Otididae
- Pioc salvatge (Otis tarda)
- Hubara de MacQueen (Chlamydotis macqueenii)
- Sisó (Tetrax tetrax)

## Charadriiformes

### Haematopodidae
- Garsa de mar (Haematopus ostralegus)

### Recurvirostridae
- Camallarga (Himantopus himantopus)
- Bec d'alena (Recurvirostra avosetta)

### Burhinidae
- Torlit (Burhinus oedicnemus)

### Glareolidae
- Corredor (Cursorius cursor)
- Perdiu de mar (Glareola pratincola)
- Perdiu de mar d'ala negra (Glareola nordmanni)

### Charadriidae
- Fredeluga (Vanellus vanellus)
- Fredeluga gregària (Vanellus gregarius)
- Fredeluga cuablanca (Vanellus leucurus)
- Daurada petita del Pacífic (Pluvialis fulva)
- Daurada petita americana (Pluvialis dominica)
- Daurada grossa (Pluvialis apricaria)
- Pigre gris (Pluvialis squatarola)
- Corriol gros (Charadrius hiaticula)
- Corriol petit (Charadrius dubius)
- Corriol cua-roig (Charadrius vociferus)
- Corriol pecuari (Charadrius pecuarius)
- Corriol camanegre (Charadrius alexandrinus)
- Corriol mongol (Charadrius mongolus)
- Corriol de Leschenault (Charadrius leschenaultii)
- Corriol asiàtic (Charadrius asiaticus)
- Corriol pit-roig (Charadrius morinellus)

### Scolopacidae
- Becada (Scolopax rusticola)
- Becadell sord (Lymnocryptes minimus)
- Becadell gros (Gallinago media)
- Becadell comú (Gallinago gallinago)
- Becadell de Wilson (Gallinago delicata)
- Tetolet gris (Limnodromus griseus)
- Tetolet becllarg (Limnodromus scolopaceus)
- Tètol cuanegre (Limosa limosa)
- Tètol cuabarrat (Limosa lapponica)
- Polit cantaire (Numenius phaeopus)
- Polit becfí (Numenius tenuirostris)
- Becut (Numenius arquata)
- Territ cuallarg (Bartramia longicauda)
- Siseta cendrosa (Xenus cinereus)
- Xivitona (Actitis hypoleucos)
- Xivitona maculada (Actitis macularius)
- Xivita (Tringa ochropus)
- Xivita solitària (Tringa solitaria)
- Gamba roja pintada (Tringa erythropus)
- Gamba groga grossa (Tringa melanoleuca)
- Gamba verda (Tringa nebularia)
- Gamba alanegra (Tringa semipalmata)
- Gamba groga petita (Tringa flavipes)
- Siseta (Tringa stagnatilis)
- Valona (Tringa glareola)
- Gamba roja vulgar (Tringa totanus)
- Remena-rocs (Arenaria interpres)
- Territ gros (Calidris canutus)
- Territ tresdits (Calidris alba)
- Territ semipalmat (Calidris pusilla)
- Territ d'Alaska (Calidris mauri)
- Territ gola-roig (Calidris ruficollis)
- Territ menut (Calidris minuta)
- Territ de Temminck (Calidris temminckii)
- Territ menut canadenc (Calidris minutilla)
- Territ cuablanc (Calidris fuscicollis)
- Territ de Baird (Calidris bairdii)
- Territ pectoral (Calidris melanotos)
- Territ acuminat (Calidris acuminata)
- Territ becllarg (Calidris ferruginea)
- Territ variant (Calidris alpina)
- Territ fosc (Calidris maritima)
- Territ camallarg (Calidris himantopus)
- Territ becadell (Limicola falcinellus)
- Territ rogenc (Tryngites subruficollis)
- Batallaire (Philomachus pugnax)
- Escuraflascons de Wilson (Phalaropus tricolor)
- Escuraflascons becfí (Phalaropus lobatus)
- Escuraflascons becgròs (Phalaropus fulicarius)

### Laridae
- Gavina cendrosa (Larus canus)
- Gavina corsa (Larus audouinii)
- Gavina de Delaware (Larus delawarensis)
- Gavià dominicà (Larus dominicanus)
- Gavinot (Larus marinus)
- Gavinot hiperbori (Larus hyperboreus)
- Gavinot polar (Larus glaucoides)
- Gavià argentat de potes roses (Larus argentatus)
- Gavià fosc (Larus fuscus)
- Gavià argentat americà (Larus smithsonianus)
- Gavià argentat (Larus cachinnans)
- Gavià argentat (Larus michahellis)
- Gavinot capnegre (Larus ichthyaetus)
- Gavina vulgar (Larus ridibundus)
- Gavina capblanca (Larus genei)
- Gavina de Bonaparte (Larus philadelphia)
- Gavina capnegra (Larus melanocephalus)
- Gavina capnegra americana (Larus atricilla)
- Gavina de Franklin (Larus pipixcan)
- Gavina menuda (Larus minutus)
- Gavina d'ivori (Pagophila eburnea)
- Gavina rosada (Rhodostethia rosea)
- Gavineta cuaforcada (Xema sabini)
- Gavineta de tres dits (Rissa tridactyla)

### Sternidae
- Xatrac fosc (Onychoprion fuscatus)
- Xatrac embridat (Onychoprion anaethetus)
- Xatrac menut (Sternula albifrons)
- Curroc (Gelochelidon nilotica)
- Xatrac gros (Hydroprogne caspia)
- Fumarell negre (Chlidonias niger)
- Fumarell alablanc (Chlidonias leucopterus)
- Fumarell carablanc (Chlidonias hybrida)
- Xatrac rosat (Sterna dougallii)
- Xatrac àrtic (Sterna paradisaea)
- Xatrac comú (Sterna hirundo)
- Xatrac de Forster (Sterna forsteri)
- Xatrac reial (Thalasseus maximus)
- Xatrac becllarg (Thalasseus sandvicensis)
- Xatrac elegant (Thalasseus elegans)
- Xatrac bengalí (Thalasseus bengalensis)

### Stercorariidae
- Paràsit gros (Stercorarius skua)
- Paràsit cuaample (Stercorarius pomarinus)
- Paràsit cuapunxegut (Stercorarius parasiticus)
- Paràsit cuallarg (Stercorarius longicaudus)

### Alcidae
- Gavotí (Alle alle)
- Somorgollaire (Uria aalge)
- Somorgollaire de Brünnich (Uria lomvia)
- Gavot (Alca torda)
- Somorgollaire alablanc (Cepphus grylle)
- Fraret (Fratercula arctica)

## Pterocliformes

### Pteroclidae
- Ganga estepària (Syrrhaptes paradoxus)
- Ganga (Pterocles alchata)

## Columbiformes

### Columbidae
- Colom roquer (Columba livia)
- Xixella (Columba oenas)
- Tudó (Columba palumbus)
- Tórtora (Streptopelia turtur)
- Tórtora rogenca (Streptopelia orientalis)
- Tórtora turca (Streptopelia decaocto)
- Tórtora del Senegal (Streptopelia senegalensis)

## Psittaciformes

### Psittacidae
- Cotorra de Kramer (Psittacula krameri)
- Agapornis de Fischer (Agapornis fischeri)
- Cotorreta de pit gris (Myiopsitta monachus)

## Cuculiformes

### Cuculidae
- Cucut reial (Clamator glandarius)
- Cucut (Cuculus canorus)
- Cucut becgroc (Coccyzus americanus)

## Strigiformes

### Tytonidae
- Òliba (Tyto alba)

### Strigidae
- Xot (Otus scops)
- Duc (Bubo bubo)
- Duc blanc (Bubo scandiacus)
- Gamarús (Strix aluco)
- Mussol esparverenc (Surnia ulula)
- Mussol menut (Glaucidium passerinum)
- Mussol comú (Athene noctua)
- Mussol pirinenc (Aegolius funereus)
- Mussol banyut (Asio otus)
- Mussol emigrant (Asio flammeus)

## Caprimulgiformes

### Caprimulgidae
- Enganyapastors americà (Chordeiles minor)
- Siboc (Caprimulgus ruficollis)
- Enganyapastors (Caprimulgus europaeus)

## Apodiformes

### Apodidae
- Falciot de xemeneia (Chaetura pelagica)
- Ballester (Tachymarptis melba)
- Falciot negre (Apus apus)
- Falciot pàl·lid (Apus pallidus)
- Falciot cuablanc comú (Apus affinis)

## Coraciiformes

### Alcedinidae
- Blauet (Alcedo atthis)

### Meropidae
- Abellerol gola-roig (Merops persicus)
- Abellerol (Merops apiaster)

### Coraciidae
- Gaig blau (Coracias garrulus)

### Upupidae
- Puput (Upupa epops)

## Piciformes

### Picidae
- Colltort (Jynx torquilla)
- Picot garser petit (Dendrocopos minor)
- Picot garser mitjà (Dendrocopos medius)
- Picot garser dorsblanc (Dendrocopos leucotos)
- Picot garser gros (Dendrocopos major)
- Picot tridàctil (Picoides tridactylus)
- Picot negre (Dryocopus martius)
- Picot verd (Picus viridis)
- Picot cendrós (Picus canus)

## Passeriformes

### Alaudidae
- Alosa becuda (Chersophilus duponti)
- Calàndria (Melanocorypha calandra)
- Terrerola vulgar (Calandrella brachydactyla)
- Terrerola rogenca (Calandrella rufescens)
- Alosa banyuda (Eremophila alpestris)
- Cogullada vulgar (Galerida cristata)
- Cogullada fosca (Galerida theklae)
- Alosa vulgar (Alauda arvensis)
- Cotoliu (Lullula arborea)

### Hirundinidae
- Riparia paludicola
- Oreneta de ribera (Riparia riparia)
- Oreneta vulgar (Hirundo rustica)
- Roquerol (Ptyonoprogne rupestris)
- Oreneta cuablanca (Delichon urbicum)
- Oreneta cua-rogenca (Cecropis daurica)
- Oreneta de cingle (Petrochelidon pyrrhonota)

### Motacillidae
- Piula grossa (Anthus richardi)
- Piula de Godlewski (Anthus godlewskii)
- Trobat (Anthus campestris)
- Titella (Anthus pratensis)
- Piula gola-roja (Anthus cervinus)
- Piula de Hodgson (Anthus hodgsoni)
- Piula dels arbres (Anthus trivialis)
- Piula del Petxora (Anthus gustavi)
- Grasset de muntanya (Anthus spinoletta)
- Grasset de costa (Anthus petrosus)
- Cuereta blanca (Motacilla alba)
- Cuereta groga (Motacilla flava)
- Cuereta citrina (Motacilla citreola)
- Cuereta torrentera (Motacilla cinerea)

### Regulidae
- Reietó (Regulus regulus)
- Bruel (Regulus ignicapilla)

### Bombycillidae
- Ocell sedós (Bombycilla garrulus)

### Cinclidae
- Aigüerola (Cinclus cinclus)

### Troglodytidae
- Caragolet (Troglodytes troglodytes)

### Prunellidae
- Cercavores (Prunella collaris)
- Pardal de bardissa golanegre (Prunella atrogularis)
- Pardal de bardissa (Prunella modularis)

### Turdidae
- Merla roquera (Monticola saxatilis)
- Merla blava (Monticola solitarius)
- Tord siberià (Zoothera sibirica)
- Griva daurada (Zoothera dauma)
- Griveta caragrisa (Catharus minimus)
- Griveta dorsiverdosa (Catharus ustulatus)
- Merla de pit blanc (Turdus torquatus)
- Merla (Turdus merula)
- Turdus obscurus
- Tord golanegre (Turdus ruficollis)
- Tord de Naumann (Turdus naumanni)
- Griva cerdana (Turdus pilaris)
- Tord ala-roig (Turdus iliacus)
- Tord comú (Turdus philomelos)
- Griva (Turdus viscivorus)

### Cisticolidae
- Trist (Cisticola juncidis)

### Sylviidae
- Rossinyol bord (Cettia cetti)
- Boscaler pintat petit (Locustella lanceolata)
- Boscaler pintat gros (Locustella naevia)
- Boscaler de Pallas (Locustella certhiola)
- Boscaler fluvial (Locustella fluviatilis)
- Boscaler comú (Locustella luscinioides)
- Boscaler de Gray (Locustella fasciolata)
- Boscarla mostatxuda (Acrocephalus melanopogon)
- Boscarla d'aigua (Acrocephalus paludicola)
- Boscarla dels joncs (Acrocephalus schoenobaenus)
- Boscarla dels arrossars (Acrocephalus agricola)
- Boscarla de canyar (Acrocephalus scirpaceus)
- Boscarla dels matolls (Acrocephalus dumetorum)
- Boscarla menjamosquits (Acrocephalus palustris)
- Balquer (Acrocephalus arundinaceus)
- Bosqueta asiàtica (Hippolais caligata)
- Bosqueta de Rama (Hippolais rama)
- Bosqueta pàl·lida oriental (Hippolais pallida)
- Bosqueta pàl·lida occidental (Hippolais opaca)
- Bosqueta vulgar (Hippolais polyglotta)
- Bosqueta icterina (Hippolais icterina)
- Mosquiter de passa (Phylloscopus trochilus)
- Mosquiter comú (Phylloscopus collybita)
- Mosquiter ibèric (Phylloscopus ibericus)
- Mosquiter pàl·lid (Phylloscopus bonelli)
- Mosquiter oriental (Phylloscopus orientalis)
- Mosquiter xiulaire (Phylloscopus sibilatrix)
- Mosquiter fosc (Phylloscopus fuscatus)
- Mosquiter de Schwarz (Phylloscopus schwarzi)
- Mosquiter reietó (Phylloscopus proregulus)
- Mosquiter de doble ratlla (Phylloscopus inornatus)
- Mosquiter de Hume (Phylloscopus humei)
- Mosquiter boreal (Phylloscopus borealis)
- Mosquiter verdós (Phylloscopus trochiloides)
- Tallarol de casquet (Sylvia atricapilla)
- Tallarol gros (Sylvia borin)
- Tallarol esparverenc (Sylvia nisoria)
- Tallarol emmascarat (Sylvia hortensis)
- Tallareta vulgar (Sylvia communis)
- Tallarol xerraire (Sylvia curruca)
- Tallarol trencamates (Sylvia conspicillata)
- Tallareta cuallarga (Sylvia undata)
- Tallareta sarda (Sylvia sarda)
- Tallarol golanegre (Sylvia rueppelli)
- Tallarol de garriga (Sylvia cantillans)
- Tallarol capnegre (Sylvia melanocephala)

### Muscicapidae
- Papamosques gris (Muscicapa striata)
- Mastegatatxes (Ficedula hypoleuca)
- Papamosques de collar (Ficedula albicollis)
- Papamosques de mig collar (Ficedula semitorquata)
- Papamosques menut (Ficedula parva)
- Papamosques de taigà (Ficedula albicilla)
- Pit-roig (Erithacus rubecula)
- Rossinyol rus (Luscinia luscinia)
- Rossinyol (Luscinia megarhynchos)
- Cotxa blava (Luscinia svecica)
- Cotxa cuablava (Tarsiger cyanurus)
- Cuaenlairat (Cercotrichas galactotes)
- Cotxa fumada (Phoenicurus ochruros)
- Cotxa cua-roja (Phoenicurus phoenicurus)
- Cotxa diademada (Phoenicurus moussieri)
- Bitxac rogenc (Saxicola rubetra)
- Bitxac comú (Saxicola rubicola)
- Bitxac comú siberià (Saxicola maurus)
- Còlit tuareg (Oenanthe leucopyga)
- Còlit negre (Oenanthe leucura)
- Còlit gris (Oenanthe oenanthe)
- Còlit de pit negre (Oenanthe pleschanka)
- Còlit ros (Oenanthe hispanica)
- Còlit del desert (Oenanthe deserti)
- Còlit pàl·lid (Oenanthe isabellina)

### Timaliidae
- Rossinyol del Japó (Leiothrix lutea)
- Mallerenga de bigotis (Panurus biarmicus)

### Aegithalidae
- Mallerenga cuallarga (Aegithalos caudatus)

### Paridae
- Mallerenga d'aigua (Poecile palustris)
- Mallerenga capnegra (Poecile montanus)
- Mallerenga petita (Periparus ater)
- Mallerenga emplomallada (Lophophanes cristatus)
- Mallerenga carbonera (Parus major)
- Mallerenga blava (Cyanistes caeruleus)
- Mallerenga capblanca (Cyanistes cyanus)

### Sittidae
- Pica-soques blau (Sitta europaea)
- Pica-soques cors (Sitta whiteheadi)

### Tichodromidae
- Pela-roques (Tichodroma muraria)

### Certhiidae
- Raspinell pirinenc (Certhia familiaris)
- Raspinell comú (Certhia brachydactyla)

### Remizidae
- Teixidor (Remiz pendulinus)

### Oriolidae
- Oriol (Oriolus oriolus)

### Laniidae
- Escorxador (Lanius collurio)
- Capsigrany pàl·lid (Lanius isabellinus)
- Cueta blanca (Lanius cristatus)
- Botxí septentrional (Lanius excubitor)
- Botxí meridional (Lanius meridionalis)
- Trenca (Lanius minor)
- Capsigrany emmascarat (Lanius nubicus)
- Capsigrany (Lanius senator)

### Corvidae
- Gaig (Garrulus glandarius)
- Garsa (Pica pica)
- Trencanous eurasiàtic (Nucifraga caryocatactes)
- Gralla de bec vermell (Pyrrhocorax pyrrhocorax)
- Gralla de bec groc (Pyrrhocorax graculus)
- Gralla (Corvus monedula)
- Gralla de collar (Corvus dauuricus)
- Cornella índia (Corvus splendens)
- Graula (Corvus frugilegus)
- Cornella negra (Corvus corone)
- Cornella emmantellada (Corvus cornix)
- Corb (Corvus corax)

### Sturnidae
- Estornell rosat (Pastor roseus)
- Estornell vulgar (Sturnus vulgaris)
- Estornell negre (Sturnus unicolor)

### Passeridae
- Pardal comú (Passer domesticus)
- Pardal de passa (Passer hispaniolensis)
- Pardal xarrec (Passer montanus)
- Pardal roquer (Petronia petronia)
- Pardal d'ala blanca (Montifringilla nivalis)

### Estrildidae
- Maniquí indi (Euodice malabarica)

### Vireonidae
- Viri d'ull vermell (Vireo olivaceus)

### Fringillidae
- Pinsà comú (Fringilla coelebs)
- Pinsà mec (Fringilla montifringilla)
- Pinsà dels pins (Pinicola enucleator)
- Pinsà carminat (Carpodacus erythrinus)
- Trencapinyes becgròs (Loxia pytyopsittacus)
- Trencapinyes (Loxia curvirostra)
- Trencapinyes d'ala blanca (Loxia leucoptera)
- verderol (Carduelis chloris)
- Passerell golanegre (Carduelis flammea)
- Passerell carpó-blanc (Carduelis hornemanni)
- Lluer (Carduelis spinus)
- Cadernera (Carduelis carduelis)
- Passerell becgroc (Carduelis flavirostris)
- Passerell comú (Carduelis cannabina)
- Gafarró (Serinus serinus)
- Llucareta (Serinus citrinella)
- Llucareta corsa (Serinus corsicanus)
- Pinsà borroner (Pyrrhula pyrrhula)
- Durbec (Coccothraustes coccothraustes)
- Pinsà trompeter (Bucanetes githagineus)
- Pinsà rosat del desert (Rhodospiza obsoleta)

### Parulidae
- Bosquerola de cap gris (Vermivora peregrina)
- Bosquerola de pit groc (Parula americana)
- Bosquerola de casquet (Dendroica striata)
- Bosquerola cua-roja (Setophaga ruticilla)
- Bosquerola xivitona (Seiurus noveboracensis)

### Thraupidae
- Piranga alanegra (Piranga olivacea)

### Emberizidae
- Verderola (Emberiza citrinella)
- Sit capblanc (Emberiza leucocephalos)
- Gratapalles (Emberiza cirlus)
- Sit negre (Emberiza cia)
- Hortolà (Emberiza hortulana)
- Hortolà cendrós (Emberiza caesia)
- Emberiza pusilla (Repicatalons petit)
- Sit cellagroc (Emberiza chrysophrys)
- Repicatalons rústic (Emberiza rustica)
- Sit caranegre (Emberiza aureola)
- Sit rogenc (Emberiza rutila)
- Sit capnegre (Emberiza melanocephala)
- Sit cara-roig (Emberiza bruniceps)
- Sit emmascarat (Emberiza spodocephala)
- Repicatalons (Emberiza schoeniclus)
- Cruixidell (Emberiza calandra)
- Pardal de coroneta (Zonotrichia leucophrys)
- Repicatalons de Lapònia (Calcarius lapponicus)
- Sit blanc (Plectrophenax nivalis)

### Cardinalidae
- Durbec de pit roig (Pheucticus ludovicianus)

### Icteridae
- Bobolinc (Dolichonyx oryzivorus)
- Merla de cap groc (Xanthocephalus xanthocephalus)[1]